# شيح أبيض
شيح أبيض أو عشبة بيضاء  أو شيح أو بعيثران(الاسم العلمي Artemisia herba-alba)، نبات معمر ليفيّ القاعدة من فصيلة النجمية يعلو من 20 إلى
80 سم، أبيض اللون اللَّبديّ، مُتفرع جداً. فروعه صلبة وجامدة. الرؤيسات الزهرية لاطئة، تحمل من 2 إلى 5 زهرات مُصفرة اللون. القُلافة طحلاء،
غدية الثمرة أكنة. يزهر من أيلول إلى كانون الأول وهو من الأنواع التي تُميز المناطق الفيفائية، وينتشر بالتالي إلى الأراضي الجافة
التي لا تصلح للزراعات المنتظمة.

## الانتشار الجغرافي
انتشاره الجغرافي واسع جداً: إسبانيا، أفريقيا الشمالية، مصر (سيناء الغربية)، إيران،
العراق، أفغانستان، تركيا، سوريا، لبنان، شبه الجزيرة العربية
.

## المنافع الطبية
جوهر راتيجي ومادّة عطرية وطيارة. عام 1924 أكتشف أليناري عن وجود التويون في الزيت الدهني.
يستخدم لإصابات الكبد، الإمساك، الشرث، الخصر، الروماتيزم.. التسمم الغذائي يُعالج بواسطة
تنقيع الأقسام الهوائية وبشكل سريع وفعال، كما يتمكن المريض المُصاب بالحصبة أن يتحسن بواسطة
تبخيرات من الأوراق.